# Philip Tomalin
Philip Humphreys Tomalin (Kensington, Londres, 10 dd'abril de 1858 – Bognor Regis, West Sussex, 12 de febrer de 1940) va ser un jugador de criquet anglès, que va competir a finals del segle xix i primers de xx. El 1900 va prendre part en els Jocs Olímpics de París, on guanyà la medalla de plata en la competició de Criquet a XII com a integrant de l'equip francès, del qual exercí les tasques de capità.
Entre 1894 i 1940 fou president de l'Standard Athletic Club.